# Thomas Piketty
Thomas Pikettyⓘ(ur. 7 maja 1971 w Clichy) – francuski ekonomista badający zjawisko nierówności dochodowych. Dyrektor ds. badań w École des hautes études en sciences sociales (EHESS), profesor w Paris School of Economics oraz absolwent London School of Economics. Autor bestsellerowej książki Capital in the Twenty-First Century (2013), w której opisuje problem nierównomiernej dystrybucji bogactwa i postępujących nierówności dochodowych w krajach rozwiniętych. Jego zdaniem nierówności te rosną wtedy, gdy dochody z kapitału przekraczają tempo wzrostu gospodarczego. Jako rozwiązanie tego problemu proponuje globalny podatek od zysków kapitałowych.

## Wybrane publikacje

### Książki
- Peut-on sauver l'Europe? (2012), polskie tłumaczenie: Czy można uratować Europę? (2016), Wydawnictwo Krytyki Politycznej[6]
- Le Capital au XXIe siècle (2013); polskie tłumaczenie: Kapitał w XXI wieku (2015), Wydawnictwo Krytyki Politycznej[7]
- L'économie des inégalités (2015); polskie tłumaczenie: Ekonomia nierówności (2015), Wydawnictwo Krytyki Politycznej[8]
- Aux urnes, citoyens! (2016), polskie tłumaczenie: Do urn, obywatele! (2016), Wydawnictwo Krytyki Politycznej[9]
- Capital et idéologie (2019), polskie tłumaczenie: Kapitał i ideologia (2022), Wydawnictwo Krytyki Politycznej[10]
- Une brève histoire de l'égalité (2021), polskie tłumaczenie: Krótka historia równości (2023), Wyadwnictwo Krytyki Politycznej[11]